# 斯里阿曼省
斯里阿曼省（英語：Sri Aman Division）是马來西亚砂拉越的一個省，又称第二省或成邦江省（Simanggang），总面积5466.25平方公里，人口约有94,000人，伊班族占大多数。

斯里阿曼省主要的经济是靠农业和生态与文化旅游业。峇丹艾国家公园 （Batang Ai National Park）就坐落于斯里阿曼省。

## 历史

诗里阿曼省行政区划

砂拉越第一位白人拉者詹姆士·布魯克为了巩固布鲁克王朝在砂拉越的政权，于1849年在斯里阿曼省实克兰（Sekrang）建了一个堡垒。其堡垒则以詹姆士的名，命名为詹姆士堡垒（Fort James）。由于詹姆士堡垒处于低洼地区，时常发生水灾，所以詹姆士堡垒于1864年被拆毁而搬迁至当时的成邦江镇。之后此堡垒被命名为爱丽丝堡垒（Fort Alice），是布鲁克王朝第二位拉者查理斯詹森布魯克妻子之名。爱丽丝堡垒也对多次之后的远征起了很大的作用。

斯里阿曼省与砂拉越另外两个省：古晋省和诗巫省同时在1873年6月1日成立，也是最早成立的三个省份。而早期是称“成邦江省”。之后在1974年3月改称“斯里阿曼省”。因为在1973年10月21日，当时的英国殖民政府与砂拉越共产党（砂共）就在诗里阿曼省签署和平协议，而在马来语“Aman”是安全的意思。当时斯里阿曼省拥有4个县：斯里阿曼县（Sri Aman）、鲁勃安都县（Lubok Antu）、木中县（Betong）和砂拉卓县（Saratok），同时也有9个副县。

2002年3月26日，木中省（第十一省）正式成立后，斯里阿曼省就剩有两个县和3个副县。

## 行政区划
斯里阿曼省分割成两个县：斯里阿曼县 (Sri Aman District)与鲁勃安都县 （Lubok Antu District）。斯里阿曼县下分两个副县：龙芽副县（Lingga Sub-District）和板督副县（Pantu Sub-District）。而鲁勃安都县下分一个副县：英吉利利副县（Engkilili Sub-District）。
| 斯里阿曼省 | 县       | 县       | 面积（平方公里） | 面积（平方公里） | 人口（2010年数据） | 人口（2010年数据） |
| ---------- | -------- | -------- | ---------------- | ---------------- | ------------------ | ------------------ |
| 斯里阿曼省 | 斯里阿曼 | 斯里阿曼 | 1,327            | 2,323.7          | 66,790             |                    |
| 斯里阿曼省 | 斯里阿曼 | 龙芽     | 262.47           | 2,323.7          | 66,790             |                    |
| 斯里阿曼省 | 斯里阿曼 | 板督     | 734.23           | 2,323.7          | 66,790             |                    |
| 斯里阿曼省 | 鲁勃安都 | 鲁勃安都 | 1,433.32         | 3,142.55         | 27,984             |                    |
| 斯里阿曼省 | 鲁勃安都 | 英吉利利 | 1,709.23         | 3,142.55         | 27,984             |                    |
| 斯里阿曼省 | 总计     | 总计     | 5,466.25         | 5,466.25         | 94,774             | 94,774             |

## 醫療
斯里阿曼醫院
斯里阿曼第二医院